# Christian Conrad Sophus Danneskiold-Samsøe (1774-1823)
 Der er flere personer med dette navn, se Christian Conrad Sophus Danneskiold-Samsøe.
Christian Conrad Sophus lensgreve Danneskiold-Samsøe (født 11. juni 1774, død 6. juni 1823) var en dansk overdirektør, godsejer og amtmand.
Han er søn af Frederik Christian greve Danneskiold-Samsøe og dennes anden hustru. Lidt over 3 1/2 år gammel mistede han sin far og fik 1785 den senere som digter og præst bekendte Christen Andersen Lund til vejleder. 1792 tiltrådte han som mindreårig styrelsen af grevskabet Samsøe og overdirektoratet for Gisselfeld Kloster, og i hvilken retning han gik, kan ses deraf, at han, før han 1792-93 foretog en længere udenlandsrejse, udfærdigede et nyt hoverireglement for Gisselfeld, der i høj grad lettede bøndernes stilling. Han efterkom i det hele ikke alene fuldt ud tidens nye, indgribende landbolovgivning, men gjorde som regel mere, end lovene påbøde, og trods de snart indtrædende dårlige tider forstod han også at ophjælpe sine skove og fremme havedyrkningen på sine besiddelser. Han tilkøbte efterhånden godserne Holmegaard, Ravnstrup, Næsbyholm, Bavelse, Nordfeld og Aalebæksgaard og var medinteressent i Rosendal gods. I 1804 købte han sammen med Kammerråd Lars Lassen, Egholm gods og Krabbesholm for 284.000 Rd. De to kompagnoner delte to år efter godserne, således at Christian overtog Krabbesholm, mens Lars erhvervede Egholm. For at lette brændetransporten fra Næsbyholms Skove lod han åen opgrave fra Bavelse til Næstved, og denne "Den danneskjoldske Kanal" befaredes første gang 11. september 1812.
1808 blev han amtmand over Præstø Amt, og i denne stilling, som han bevarede til sin død, virkede han bl.a. for et havneanlæg ved Karrebæksminde, for et sygehus i Næstved osv. 1799 foranledigede han udfærdigelsen af en ny fundats for Gisselfeld, hvorved adgangen til klosteret lettedes derved, at indskudspengene nedsattes, og samtidig forhøjedes hævningerne ligesom konventualindernes tal. Han udvidede desuden klosterets virksomhed ved at bestemme en årlig anvendelse af summer til skolevæsenets fremme og til udstyr for uformuende piger af alle stænder.
1821 udvirkede han, at klosteret, der hidtil kun havde været for adelige damer, fik en særlig afdeling for døtre af uadelige i de tre første rangklasser. 1808 blev han Storkors af Dannebrog, og samme år fik han for sig og descendenter rang med nr. 13 i rangforordningens 1. klasse; 1815 blev han gehejmekonferensråd og døde 6. juni 1823.
30. november 1795 havde han ægtet Johanne Henriette Valentine Kaas (12. august 1776 – 28. juli 1843), datter af admiral Frederik Christian Kaas og Edele Sophie født Kaas. Hun styrede som enke sine ejendomme med kraft og dygtighed, og et af hendes mand væsentlig kun påtænkt glasværk ved Holmegaard, hvis store tørvemængde her skulle anvendes, fik hun i stand; det kom i gang 9. november 1825, men fik først bevilling 21. december 1826; senere anlagde hun også 2 teglværker ved Holmegaard.